# رایسا میناسیان
رایسا مارکوسی میناسیان (ارمنی: Ռաիսա Մարկոսի Մինասյան؛ انگلیسی: Raissa Minassian؛ زادهٔ ۱۹ مارس ۱۹۳۵) پزشک کودکان و استاد اهل ارمنستان است.

## زندگی‌نامه
وی در ۱۹ مارس ۱۹۳۵ در ایروان به دنیا آمد و از دانشگاه پزشکی دولتی ایروان (۱۹۵۸) فارغ‌التحصیل گشت. وی در دانشگاه پزشکی دولتی ایروان فعالیت می‌کند. 

## یادداشت
1. ↑  բժշկական գիտությունների դոկտոր